# خاندان میوشی
خاندان میوشی (به ژاپنی: 三好氏 Miyoshi-shi) یکی از خاندان‌های ژاپنی است که از امپراتور سیوا (۸۵۰–۸۸۰) و خاندان میناموتو منشأ گرفته‌است.
خاندان میوشی یکی از خاندان‌های انشعاب یافته از خاندان اوگاساوارا بود. خاندان اوگاساوارا شوگو یا فرمانداری ولایت شینانو را بر عهده داشتند. مقر اصلی خاندان میوشی ولایت آوا بود. فرمانداری ولایت آوا را یک شاخه از خاندان هوسوکاوا بر عهده داشت و خاندان میوشی در خدمت آن بود. کانری هوسوکاوا تاکاکونی به سمت شیکوکو لشکرکشی کرد و با شکست مواجه شد. خاندان میوشی همچنان در خدمت خاندان هوسوکاوا بود تا اینکه در سال ۱۵۳۲ رهبر خاندان میوشی میوشی موتوناگا توسط یکی از بستگانش میوشی ماساناگا و به دستور هوسوکاوا هاروموتو کشته شد.
خاندان میوشی جانشینی پسر ارشد میوشی موتوناگا، بنام میوشی ناگایوشی را پذیرفت. ناگایوشی در این هنگام فقط ۱۰ سال داشت و خاندان میوشی در این زمان در مورد واقعه کشته شدن رهبر خاندان عقب‌نشینی کرده و واکنشی از خود نشان ندادند. ناگایوشی بعد از بلوغ ابتدا به خدمت قاتل پدرش هوسوکاوا هاروموتو درآمد اما بعدها به قدری قدرت گرفت که توانست ۱۱ ولایت را تصرف کند. این در حالی بود که دایمیوی پرقدرتی مانند تاکدا شینگن در همان زمان تنها صاحب دو ولایت بود. ناگایوشی شوگون سیزدهم آشیکاگا یوشی‌ترو را دست نشاندهٔ خود کرده بود.

## مرگ‌های پی در پی در خاندان میوشی
در هنگامی که خاندان میوشی در اوج قدرت خود بود و نواحی بسیاری را در حوالی پایتخت متصرف شده بود مرگ پی در پی افراد این خاندان قدرت آن را متزلزل کرد.
- در سال ۱۵۶۱ کوچکترین برادر ناگایوشی بنام سوگو کازوماسا در اثر بیماری درگذشت.
- در سال ۱۵۶۲ برادر دیگر ناگایوشی بنام میوشی جی‌کیو در نبرد با هاتاکه‌یاما تاکاماسا (نبرد کومه‌دا) کشته شد.
- در سال ۱۵۶۳ پسر ارشد و جانشین وی میوشی یوشی‌اوکی درگذشت و ناگایوشی ناگزیر پسربرادر خود میوشی یوشیتسوگو را به فرزندخواندگی درآورد و یوشیتسوگو بعد از مرگ وی رهبر خاندان شد.
- در سال ۱۵۶۴ برادر دیگر ناگایوشی بنام آتاگی فویویاسو کشته شد. در کتاب تاریخی شیسکی شوران و میوشی بکی کشته شدن وی به توطئه ماتسوناگا هیساهیده که یکی از ملازمان خاندان میوشی بود، نسبت داده شده‌است.
- میوشی ناگایوشی نیز در ۱۰ اوت ۱۵۶۴ درگذشت.

## قتل شوگون سیزدهم
پس از مرگ ناگایوشی، خاندان میوشی رهبری میوشی یوشیتسوگو را پذیرفت. با این حال، از آنجا که یوشیتسوگو جوان بود، امور خاندان، توسط سه نفر که عبارت بودند از ایواناری تومومیچی، میوشی ناگایاسو و میوشی سوی انجام می‌شد. این سه نفر به سه ژنرال میوشی شهرت دارند و هر سه از خاندان میوشی یا از ملازمان این خاندان بودند وظیفه هدایت و حمایت از یوشیتسوگو را بر عهده گرفتند.
این سه تن با پیوستن به شینوهارا ناگافوسا و میوشی یاسوناگا که در ولایت آوا از خاندان میوشی پشتیبانی می‌کردند و ماتسوناگا هیساهیده از ولایت یاماتو و برادر کوچکتر وی ماتسوناگا ناگایوری از ولایت تانبا یک دولت ائتلافی تشکیل دادند.
شوگون سیزدهم آشیکاگا یوشی‌ترو، درحالی‌که به صورت عروسک خیمه شب بازی ناگایوشی درآمده بود اما با این وجود دارای قدرت میانجیگری بود و توافقنامه آتش‌بس بین دایمیوها برقرار می‌کرد. وی پس از مرگ ناگایوشی فرصت را مناسب دید و به تقویت قدرت شوگون سالاری پرداخت. وی با تاکدا شینگن، اوئسوگی کنشین و آساکورا یوشی‌کاگه و سایر دایمیوها به‌طور پنهانی تماس برقرار کرد و از آن‌ها خواست که به پایتخت بیایند. سه ژنرال میوشی چنین اقداماتی را خطرناک یافتند و در روز ۱۹ مه ۱۵۶۵ کودتایی را ترتیب داده و یوشی‌ترو را در محل اقامت وی در قلعه نیجو در طی کودتای حادثه ایروکو به قتل رساندند.

## نابودی خاندان میوشی

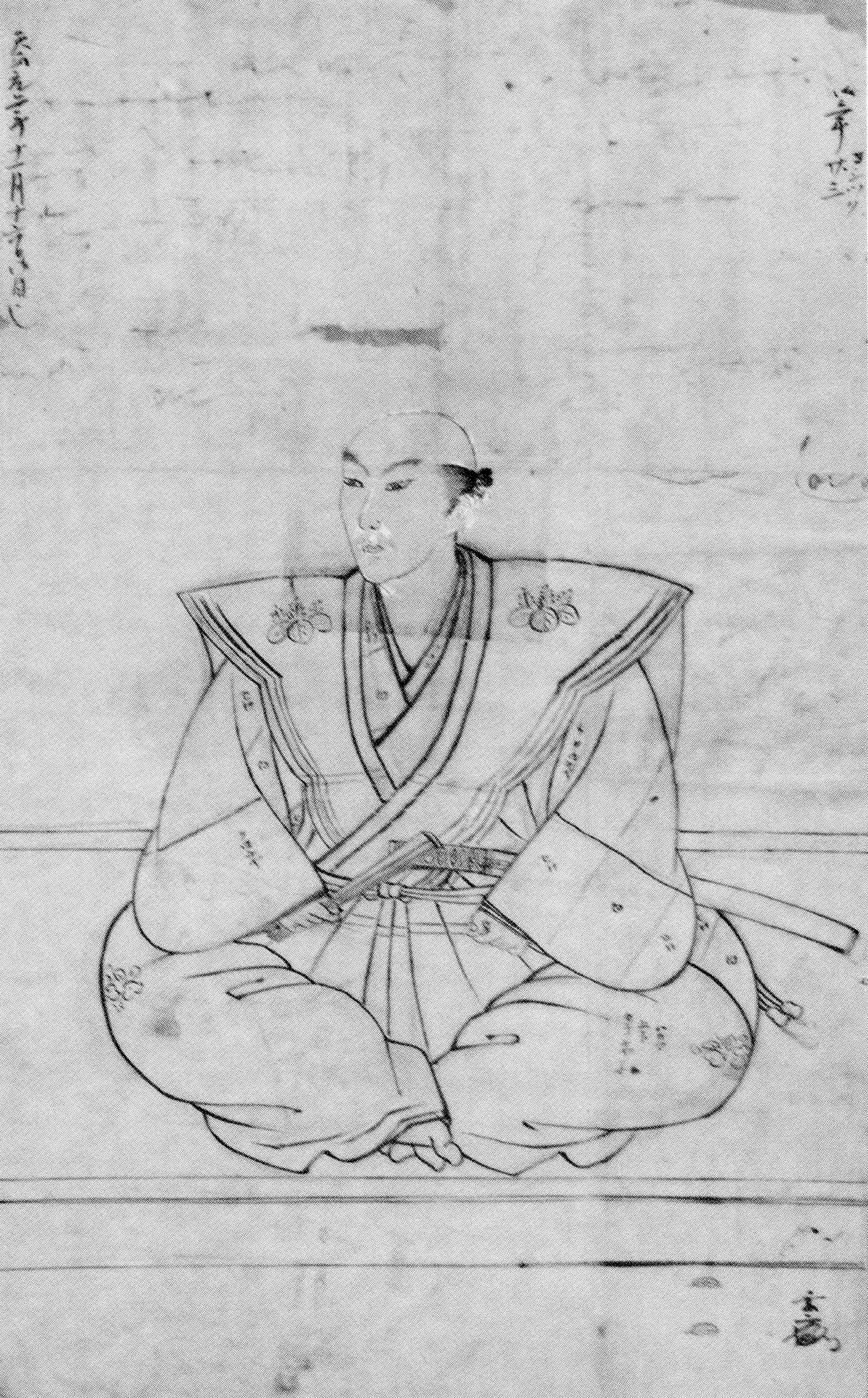
عکس از خاندان

بعد از مرگ شوگون خاندان میوشی گرفتار جنگ‌های داخلی شد و برادر کوچکتر شوگون سیزدهم، آشیکاگا یوشی‌آکی از اودا نوبوناگا درخواست کرد که به پایتخت لشکرکشی کند. در هفتم ماه سپتامبر ۱۵۶۸ نوبوناگا از محل اقامتش در قلعه گیفو به سمت کیوتو حرکت کرد. خاندان میوشی توانستند برای جلوگیری از حمله نوبوناگا خاندان روکاکو را با خود متحد کنند اما خاندان روکاکو در نبرد قلعه کاننونجی از نوبوناگا شکست خورد. در ۲۵ سپتامبر میوشی یوشیتسوگو و ماتسوناگا هیساهیده تسلیم شدند در پی آن سپاه خاندان میوشی از هم پاشید.
در ۲۹ سپتامبر ایواناری تومومیچی که به قلعه شوریوجی عقب‌نشینی کرده بود تسلیم شد. در روز سی ام هوسوکاوا آکیموتو و میوشی ناگایاسو که تا قلعه آکوتاگاوایاما عقب‌نشینی کرده بودند قلعه را رها کردند. در دوم اکتبر نیز شینوهارا ناگافوسا قلعه کوشی‌میزو را رها کرد. بدین ترتیب ولایت آوا سقوط کرد. در ۲۰ اکتبر چهاردهمین شوگون آشیکاگا یوشی‌هیده که دست نشانده خاندان میوشی بود، در ولایت آوا درگذشت و در ۱۸ اکتبر آشیکاگا یوشی‌آکی شوگون پانزدهم شد.